# Thee Sacred Souls
Thee Sacred Souls est un groupe de Rhythm and Blues américain fondé en 2019 à San Diego, composé du batteur-guitariste Alejandro "Alex" Garcia et du bassiste Salvador "Sal" Samano. Josh Lane, originaire de Sacramento, les rejoint en tant que chanteur.

## Histoire
Le groupe, fondé en 2019, est constitué dans un premier temps du duo comprenant Alex Garcia et Sal Samano, qui grandissent ensemble dans le sud de la Californie. Les deux amis cultivent une passion commune pour les mêmes disques.
Alex Garcia est passionné de batterie et de guitare depuis l'adolescence, alors que Sal Samano commence à jouer de la basse après son lycée, les deux enregistrant leurs sessions sur un vieux magnétophone Tascam. Alex Garcia et Sal Salmano, férus de l'âge d'or de la musique Soul et du Rhythm and Blues, embarquent un Josh Lane (rencontré sur Instragram), à l'origine plus tenté par la Dream Pop et la Chillwave. Mais ce dernière entre dans la culture soul des deux premiers et connaît une révélation.
Le groupe est produit par Bosco Mann (aka Gabriel Roth) sous la marque Penrose Records pour le label Daptone, écurie de la Retro-Soul installée à Brooklyn. Penrose est une division californienne de Daptone, créée à Riverside, ville dont est originaire Gabriel Roth.
Le groupe se réclame lui-même de l'influence de Daptone sur leur musique. Leur premier album éponyme, Thee Sacred Souls, reçoit les éloges d'artistes contemporains comme les Black Pumas, Gary Clark Jr., ou encore Timbaland.
Leurs influences puisent dans la Soul de Chicago, de Philadelphie, de Memphis, mais aussi dans le registre Chicano Soul (ou Brown-Eyed soul, avec des groupes tels que Thee Midniters, pionniers de la Chicano Soul dans les années 1960) du Panama et du Mexique. Ils revendiquent également l'influence de la Soul texane, de San Antonio.
Sur scène, le groupe est complété de Riley Dunn au piano et aux claviers et de Shay Stulz à la guitare. Astyn Turrentine et Viane Escobar assurent les chœurs.
Le groupe annonce la sortie d'un nouvel album en 2024, prévue le 4 octobre sur le label Penrose, division de Daptone Records.

## Discographie

### Chez Penrose Records
- Thee Sacred Soul (2022)
- Got a Story to Tell (2024)

## Membres
- Alex Garcia : batterie, guitare
- Sal Samano : basse
- Josh Lane : chant
- Riley Dunn : piano, claviers
- Shay Stulz : guitare
- Astyn Turrentine, Viane Escobar : chœurs